# Зиккинген, Казимир Антон фон
Казимир Антон фон Зиккинген (нем. Kasimir Anton von Sickingen, 1684—1750) — епископ Констанца, занимавший кафедру в период с 1743 по 1750 годы.
Происходивший из дворянского рода имперских баронов фон Зиккинген-Хоэнбург (нем. Sickingen-Hohenburg) Казимир Антон был одним из 12 детей Франца Фердинанда фон Зиккингена (1638—1687) и Анны Марии Франциски Катарины фон Дальберг (†1697). Среди его братьев трое занимали духовные посты в католической церковной иерархии, Фердинанд Хартманн фон Зиккинген (1673—1743) был имперским штатгальтером Фрайбурга; его сестра Мария Терезия (1682—1756) была матерью последующих епископов Констанца Франца Конрада и Максимилиана Кристофа фон Родтов.
После изучения светского и канонического права в университетах Фрайбурга (бакалавр в 1700 году), Сиены и Рима, и целого ряда низших церковных должностей (субдиаконат в 1718 году), в 1700 году он стал членом майнцского домского капитула. При поддержке императора в 1733 году ему удалось занять должность пробста констанцского кафедрального собора, и спустя 10 лет, в 1743 году — кантора майнцского собора.
4 ноября 1743 года Казимир Антон фон Зиккинген был назначен епископом Констанца, при этом священнический сан он принял 8 марта 1744 года, а епископская хиротония состоялась 30 августа 1744 года. Вероятно, главным итогом его правления следует считать завершение переговоров с аббатством Санкт-Галлен, что позволило — хотя и на время — урегулировать сложные отношения епархии с монастырём.